# Wien Strebersdorf
Wien Strebersdorf egy ausztriai vasútállomás Bécs 21. kerületében, Floridsdorfban.

## Forgalom
| Vonal | Útvonal |
| ----- | --- |
| S3    | Wiener Neustadt Hauptbahnhof – Baden – Wien Liesing – Wien Atzgersdorf – Wien Hetzendorf – Wien Meidling – Wien Matzleinsdorfer Platz – Wien Hauptbahnhof 1-2 – Wien Quartier Belvedere – Wien Rennweg – Wien Mitte – Wien Praterstern – Wien Traisengasse – Wien Handelskai – Wien Floridsdorf – Wien Brünner Straße – Wien Jedlersdorf – Wien Strebersdorf – Stockerau – Hollabrunn                                        |
| S4    | Wiener Neustadt Hauptbahnhof – Baden – Wien Liesing – Wien Atzgersdorf – Wien Hetzendorf – Wien Meidling – Wien Matzleinsdorfer Platz – Wien Hauptbahnhof 1-2 – Wien Quartier Belvedere – Wien Rennweg – Wien Mitte – Wien Praterstern – Wien Traisengasse – Wien Handelskai – Wien Floridsdorf – Wien Brünner Straße – Wien Jedlersdorf – Wien Strebersdorf – Stockerau – Absdorf-Hippersdorf (– Tulln Stadt – Tullnerfeld) |

## Megközelítése közösségi közlekedéssel
- Autóbusz:  32A, 34A